# Дюбендорф
Дюбендорф (на немски: Dübendorf) е курортен град в Северна Швейцария, кантон Цюрих. Разположен е около река Глат до североизточната част на Цюрих. Първите сведения за града като населено място датират от 946 г. Има жп гара. Населението му е 23 852 души по данни от преброяването през 2008 г.